# Гайан Александрийский
Гайа́н Александри́йский (др.-греч. Γαϊανὸς ό 'Αλεξανδρείας) — патриарх Александрийский (536—537).
Гайан занимал должность архидиакона в клире Александрийской Церкви.
Гайан был выбран патриархом Александрии вместо Феодосия, под влиянием партии афтардокетов, возникшей в результате богословского спора о нетленности человеческого тела Христа. Этот спор в рядах миафизитов был начат Юлианом Галикарнасским и Севиром Антиохийским.
Занимал патриаршую кафедру один год. Император Юстиниан I в 537 году вызвал Гайана и Феодосия в столицу, лишил их архиерейства и приказал им жить как частным лицам. Вместо них епископом Александрии стал Павел Тавеннисиот. Последователи Гайана среди монофизитов, исповедующие нетление тела Христа, впоследствии назывались «гайянитами», а последователи Феодосия, учившими как и православные о том, что тело Христа было тленным, назывались — «феодосианами». Споры между ними продолжались до VII века.